# Фола (судья)
Фола, сын Фуи (ивр. תּוֹלָע‎, Тола бен Пуа) — судья Израилев, из колена Иссахара. Его имя в переводе означает «червь», «пурпуровая улитка». О Фоле написано меньше всего из всех судей, нет даже описания его деяний. Упоминается только в Ветхом Завете (Суд. 10:1—2). Судил в течение 23 лет, умер и похоронен в Шамире, на горе Эфраимовой.
Пришёл к власти после смерти Авимелеха «для спасения Израиля». Но, так как нет сведений о наличии серьёзной внешней угрозы в то время, это может означать печальное состояние, в которое ввергло страну правление Авимелеха. По-видимому, период правления Фолы характеризовался покоем и процветанием, что в дальнейшем, уже после Иаира, дорого обошлось израильтянам.